# Klebsiella granulomatis
Klebsiella granulomatis – Gram-ujemna pałeczka z rodzaju Klebsiella, wcześniej nazywana Calymmatobacterium granulomatis lub Donovania granulomatis (ze względu na ciałka Donovana, mające znaczenie w diagnostyce K. granulomatis). Jest czynnikiem etiologicznym ziarniniaka pachwinowego (donowanozy).